# Tassilo Knauf

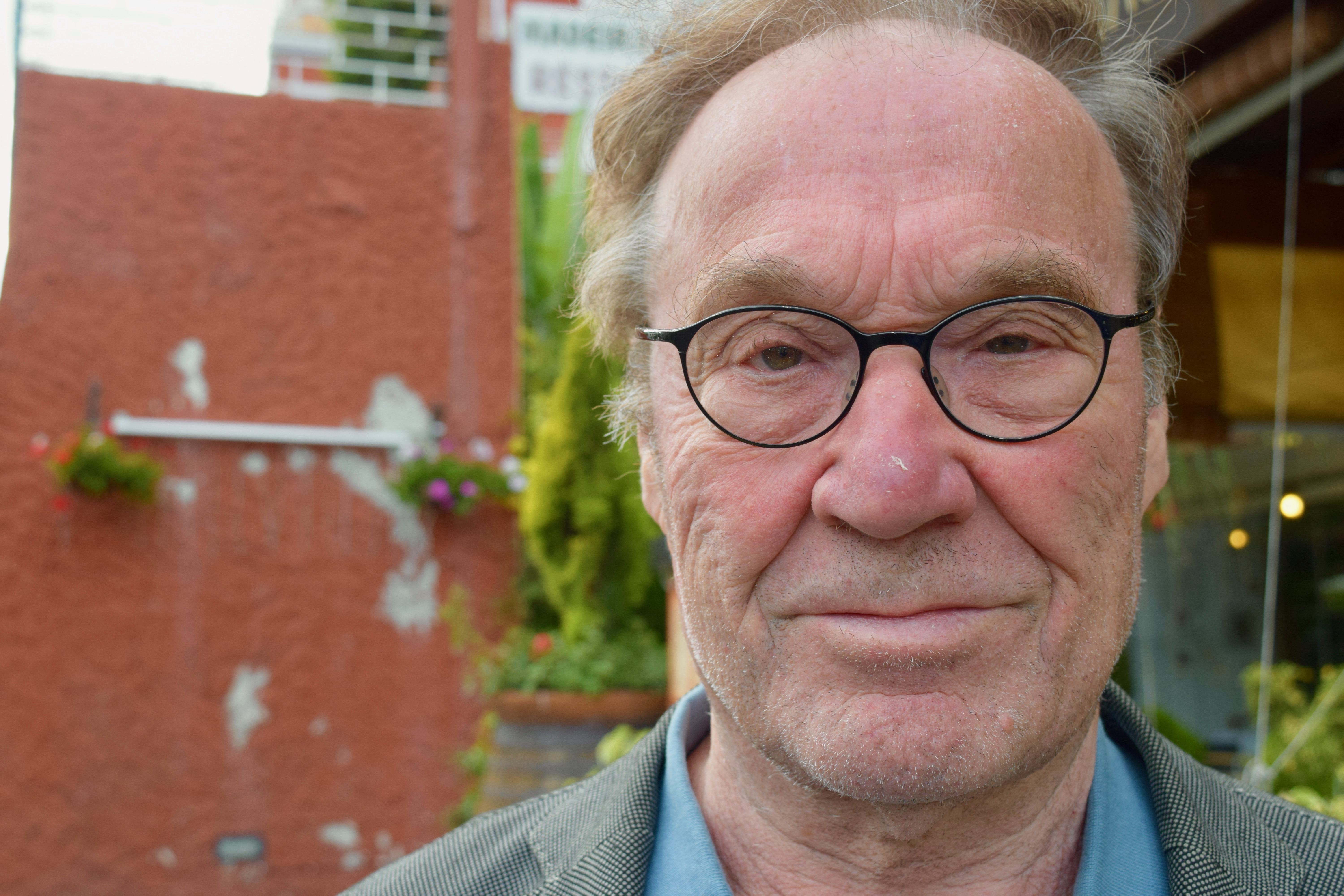
Tassilo Knauf (2016)

Tassilo Knauf (* 9. März 1944 in Weilheim in Oberbayern; † 24. März 2023 in Bielefeld) war ein deutscher Pädagoge. Er arbeitete bis zu seiner Pensionierung 2009 an der Universität Duisburg-Essen als Professor für Elementarerziehung und Primarstufen-Pädagogik.

## Leben
Knauf wuchs am Niederrhein auf und studierte nach seinem Abitur in Mönchengladbach zunächst in Berlin, Münster und Hamburg Erziehungswissenschaft, Philosophie, Vor- und Frühgeschichte sowie Kunstgeschichte und promovierte zum Dr. phil.
Zu Beginn der 1970er Jahre orientierte Knauf sich zunehmend in der Pädagogik, arbeitete an Rahmenlehrplänen mit und verfasste zusammen mit anderen Autoren Schulbücher für den Grundschulbereich. Von 1981 bis 2009 war er als Hochschullehrer in Essen tätig – zunächst an der Gesamthochschule Essen, dann, bedingt durch Zusammenlegung der Hochschulen, an der Universität Duisburg-Essen.

## Arbeitsschwerpunkte
Im Bereich der Pädagogik der Frühen Kindheit gehörte Knauf zu den Pionieren im deutschsprachigen Raum. In verschiedenen Praxisprojekten führte er in und mit Kindertageseinrichtungen Konzept- und Qualitätsentwicklungen durch.
Die Verbreitung des Ansatzes der Reggio-Pädagogik in Deutschland brachte er durch seine Veröffentlichungen maßgeblich voran.
Tassilo Knauf war Mitbegründer und Vorsitzender des Vereins Dialog Reggio, der sich mit Ausstellungen, Veröffentlichungen und Fortbildungen für die Verbreitung der Reggio-Pädagogik in Deutschland einsetzt.

## Publikationen
- Kinder suchen Sinn, Wahrheit, Glück. Zusammen mit Barbara Lutz, Berlin 2009.
- Einführung in die Grundschuldidaktik: Lernen, Entwicklungsförderung und Erfahrungswelten in der Primarstufe, Stuttgart 2008
- Handbuch Pädagogische Ansätze: Praxisorientierte Konzeptions- und Qualitätsentwicklung in Kindertageseinrichtungen, Berlin 2007.
- Wahrnehmung, Wahrnehmungsstörungen und Wahrnehmungsförderung im Grundschulalter, Stuttgart 2006.
- Mit Kindern Kunstunterricht machen. Zusammen mit Anne Knauf, Hohengehren 1997.
- Die bewegte Grundschule. Zusammen mit Silke Plitzky, Hohengehren 2000.